# Bois Dormoy
Le Bois Dormoy est un jardin partagé du 18e arrondissement de Paris.

## Situation et accès
Il est situé au 2 bis, cité de la Chapelle. 

## Origine du nom
Le nom de cet espace vert fait référence à la rue Marx-Dormoy, toute proche et au conte de Charles Perrault, La Belle au bois dormant

## Historique
Signataire de la Charte main verte, le Bois Dormoy est géré par une association de bénévoles, l'Association du Bois Dormoy,, qui, en 2008, met en place un jardin partagé ouvert au public à l'emplacement de ce qui était jusqu'alors un terrain vague abandonné de plus de 1 400 m2.
En 2015, un plan d'urbanisation prévu par la mairie du 18e sur l'emplacement du Bois Dormoy donne lieu à un différend avec l'association. Mise en péril par le projet de construction d’un EHPAD, celle-ci entend bien faire valoir son utilité tant environnementale que sociale pour le quartier. En juin 2016, le lieu est menacé de fermeture par la municipalité malgré une pétition en ligne adressée à Anne Hidalgo, maire de Paris, et deux voeux déposés par l’UMP, le Front de gauche et les Verts mais rejetés par le Conseil de Paris et la majorité du conseil d’arrondissement. En juillet de la même année, grâce aux nombreux gestes de soutien des habitants du quartier et après une lutte déterminée de ses adhérents, cette parcelle de nature entretenue par un groupe de riverains est finalement sauvée de la destruction et classée espace vert par un amendement déposé au Conseil de Paris dans le cadre de la modification du plan local d’urbanisme (PLU),.

"Le
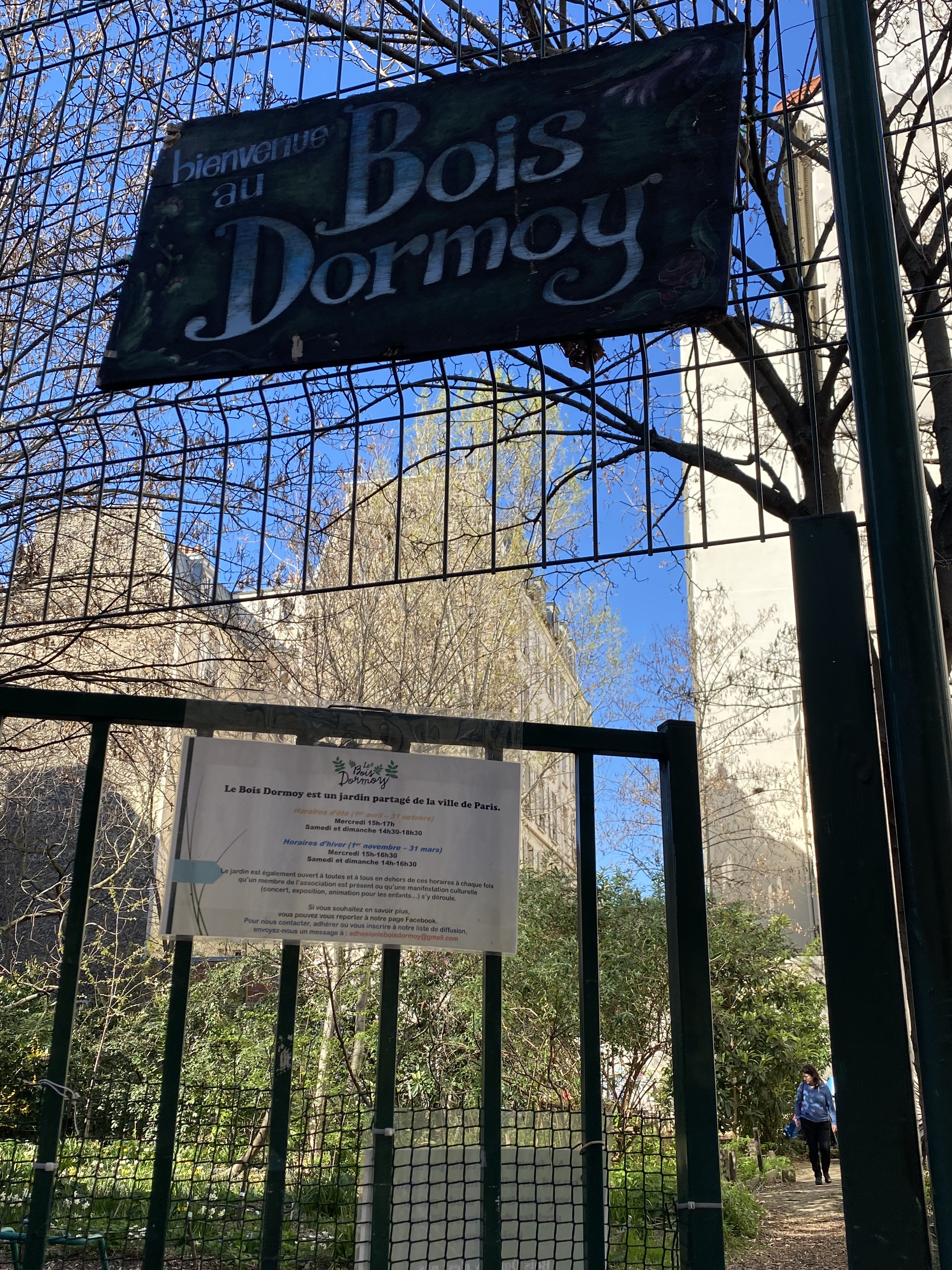
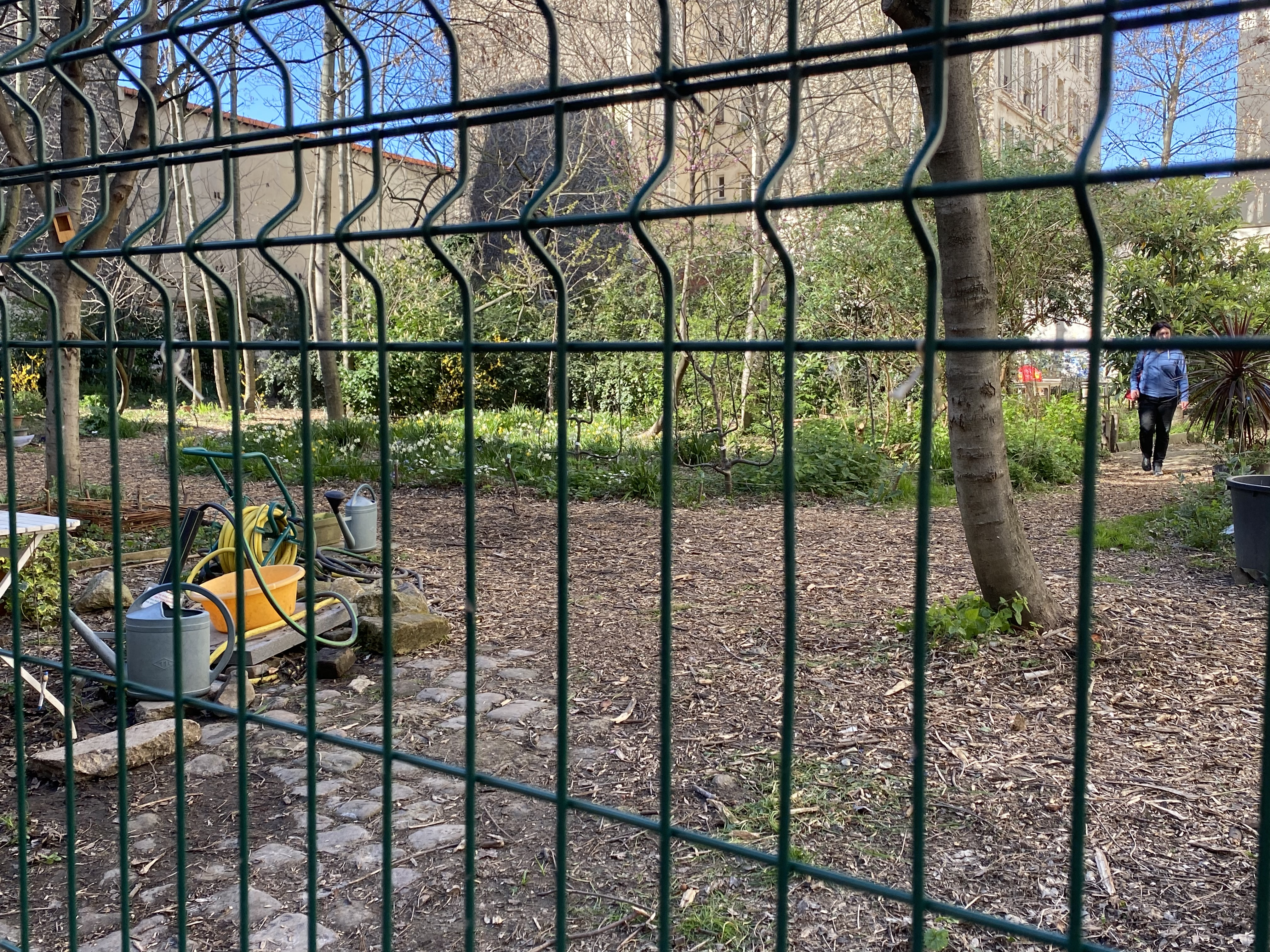

- Le Bois Dormoy en 2024

### Épisode des migrants de la Chapelle
Le soir du 8 juin 2015, les responsables de l'association du Bois Dormoy, par souci humanitaire, ouvrent la porte de leur jardin partagé à un flot de migrants africains chassés quelques jours plus tôt par la police du campement qu'ils avaient installé depuis plusieurs mois sur le terre-plein situé sous le métro aérien de la porte de la Chapelle à Paris. Une quarantaine le premier soir, les migrants sont plus de cent quarante le surlendemain et la situation devient bientôt impossible à gérer, sanitairement et humainement.
Le jeudi 11 juin, rompant son silence de plusieurs jours, la mairie de Paris annonce finalement que les migrants réfugiés dans le jardin bois Dormoy seront hébergés dans différents centres.